# Oxford Murders - Teorema di un delitto
(Arthur Seldom)
Oxford Murders - Teorema di un delitto (The Oxford Murders) è un film del 2008 diretto da Álex de la Iglesia.
Primo film del regista spagnolo interamente girato in una lingua diversa dallo spagnolo, è tratto dal romanzo La serie di Oxford del matematico e scrittore argentino Guillermo Martínez. Il film ha per protagonisti Elijah Wood e John Hurt.

## Trama
Martin, uno studente americano in viaggio-studio a Oxford, sogna di incontrare il professore e scrittore Arthur Seldom, uno dei massimi esponenti mondiali nel campo della logica e suo idolo personale, per proporgli una ricerca di dottorato. Prende alloggio a Oxford a casa della signora Eagleton, una vecchia amica di Seldom. In casa abita anche sua figlia Beth, musicista costretta suo malgrado a fare da badante alla madre a tempo pieno.
In una conferenza pubblica, Seldom cita il Tractatus di Wittgenstein per negare la possibilità della verità assoluta. Sperando di impressionare il suo idolo, Martin lo contesta, affermando la sua fede nella verità assoluta della matematica. Seldom lo umilia, ridicolizzando le sue argomentazioni e facendolo sembrare sciocco di fronte al pubblico. Deluso, Martin decide di abbandonare gli studi e si reca nel suo ufficio per ritirare le sue cose. Qui incontra il suo compagno di ufficio, il matematico Podorov, risentito per non essere nemmeno lui riuscito a diventare uno studente di Seldom.
Martin quindi torna alla sua residenza, dove trova Seldom in arrivo per far visita alla signora Eagleton. I due uomini entrano insieme in casa e trovano la padrona di casa di Martin assassinata. Seldom racconta alla polizia di aver ricevuto un biglietto con l'indirizzo della sua amica contrassegnato come "il primo della serie". Seldom, un'autorità in materia di serie logiche, sostiene che un serial killer sta usando l'omicidio come sfida per la sua intelligenza. 
Martin e Seldom discutono della facilità con cui l'omicidio dell'anziana signora avrebbe potuto essere trascurato, soprattutto perché la donna soffriva già di un cancro terminale. Martin ipotizza che l'assassino stia commettendo "omicidi impercettibili", scegliendo vittime già prossime alla morte, così da avere minori probabilità di sollevare i sospetti della polizia.
Martin va all'ospedale dove lavora la sua nuova ragazza, Lorna. Lì incontra un fanatico religioso, che ha una figlia che ha un disperato bisogno di un trapianto di polmone. Si imbatte anche in Seldom, che sta visitando Kalman, un ex studente impazzito e affetto da un cancro debilitante con interessamento osseo. Poco dopo, il paziente che condivide la stanza con l'amico di Seldom muore per un'apparente iniezione letale e le autorità ricevono un secondo simbolo: due archi intrecciati.
La relazione tra Martin e Lorna diventa tesa man mano che il giovane diventa più ossessionato da Seldom e dagli omicidi e scopre che Lorna una volta era stata l'amante di Seldom. Una notte, durante un concerto dedicato a Guy Fawkes, Martin vede Podorov agire in modo sospetto; la polizia lo insegue, solo per scoprire che Podorov aveva semplicemente intenzione di appendere uno striscione offensivo dal tetto della scuola. Mentre sono distratti, un membro dell'orchestra crolla a terra e muore per insufficienza respiratoria. Sul suo leggio si trova il disegno di un triangolo. Successivamente, Seldom racconta a Martin la storia di un uomo del diciannovesimo secolo, autore di un diario in cui venivano elencati i modi per uccidere sua moglie. Quando la moglie scoprì il diario, uccise il marito ma fu assolta per legittima difesa. Solo decenni dopo si scoprì che il diario era stato falsificato dall'amante della donna. Seldom usa questa storia per spiegare che "[l]'unico crimine perfetto che esiste non è quello che rimane irrisolto, ma quello che viene risolto con il colpevole sbagliato".
Tutta la comunità matematica di Oxford è presa dall'entusiasmo quando un ricercatore locale dichiara di aver risolto l'ultimo teorema di Fermat. I matematici, inclusi Seldom e Martin, salgono su un autobus per recarsi alla conferenza, ma Martin salta fuori dopo aver visto Lorna passare per strada. I due si riconciliano e decidono di prendersi una lunga vacanza lontano da Oxford, dalla matematica e da Seldom. Dopo aver fatto l'amore con Lorna, Martin si rende conto che la sequenza che l'assassino ha mandato loro è composta da simboli pitagorici e che il quarto sarà una tetractys, composta da dieci punti.
La polizia, ritenendo che l'assassino sia ossessionato da Seldom, crede che intenda prendere di mira l'autobus su cui viaggiano Seldom e gli altri matematici. Tuttavia, l'assassino – come si rende conto Martin – è in realtà l'uomo che aveva incontrato all'ospedale. L'uomo è un autista di autobus per una scuola per bambini con problemi di sviluppo. Considerando gli studenti inadatti a vivere e volendo fornire donatori di organi per salvare la vita di sua figlia, fa saltare in aria l'autobus, uccidendo sé stesso e i bambini. In seguito, la polizia teorizza che abbia progettato di sopravvivere all'esplosione e abbia commesso gli altri omicidi per far passare la morte degli scolari come opera di un serial killer, allontanando così ogni sospetto da sé.
In seguito, Lorna e Martin si preparano a lasciare Oxford. Tuttavia, Martin si rende conto che Seldom gli ha mentito per tutto il tempo. Mentre Lorna se ne va disgustata e rassegnata all'idea di averlo perso per sempre, Martin va a incontrare Seldom, illustrandogli che cosa ha elaborato: Beth, volendo essere sollevata dalla responsabilità di prendersi cura di sua madre, aveva ucciso l'anziana donna come inizialmente sospettato dalla polizia. In preda al panico, aveva chiamato Seldom, che si era avvicinato per aiutare a coprire il crimine. Ma Seldom, giunto sul posto proprio nello stesso momento in cui è arrivato Martin, non ha potuto ripulire la scena del crimine. Invece, sentendosi in colpa per aver causato la morte del padre molti anni prima in un incidente d'auto, ha inventato la storia di aver ricevuto un biglietto dall'assassino, così da inscenare una serie di delitti a sfondo "matematico" per allontanare i sospetti da Beth. L'uomo all'ospedale è morto per cause naturali e Seldom, semplicemente, ha creato un falso segno di iniezione e lasciato un simbolo dietro. La morte del musicista al concerto è stata un ulteriore incidente fortuito, di cui Seldom ha approfittato.
Seldom sostiene che, sebbene abbia effettivamente mentito, le sue azioni non hanno provocato morti. Tuttavia, Martin sottolinea che l'attentatore dell'autobus è stato ispirato dalla serie di omicidi di Seldom. Seldom ribatte che tutte le azioni hanno conseguenze, anche quelle non intenzionali: spiega infatti che a spingere Beth a uccidere sua madre è stata una delle osservazioni fatte casualmente da Martin. Seldom lascia Martin da solo, sconvolto per la veridicità delle parole di Seldom.

## Cast
- Per il ruolo del professor Seldom si erano fatti i nomi di Michael Caine e Jeremy Irons.

## Accoglienza

### Critica italiana
- Giovanni Piazza ha scelto il film come esemplare per mostrare il legame tra cinema e filosofia, in particolare per quanto riguarda le tematiche della complessità del mondo e della responsabilità umana[1].

## Riconoscimenti
- Premi Goya 2009
  - miglior produzione
  - miglior montaggio
  - miglior colonna sonora

## Riferimenti culturali citati nel film
- Tractatus Logico-Philosophicus di Ludwig Wittgenstein. In particolare la sua settima asserzione principale: "Su ciò di cui non si può parlare, si deve tacere".
- Guy Fawkes e la sua "congiura delle polveri" (in riferimento anche al film V per Vendetta, in cui John Hurt ha recitato).
- Nel film si fa riferimento al principio di indeterminazione di Heisenberg e alla serie di Fibonacci.
- L'ultimo teorema di Bormat in realtà si riferisce all'ultimo teorema di Fermat, dimostrato appunto nel 1993 da Andrew Wiles.
- Il teorema di Taniyama-Shimura, congettura dimostrata in parte da Andrew Wiles per risolvere l'ultimo teorema di Fermat.
- I teoremi di incompletezza di Gödel, in merito a proposizioni indecidibili.